# キャロン (香水ブランド)

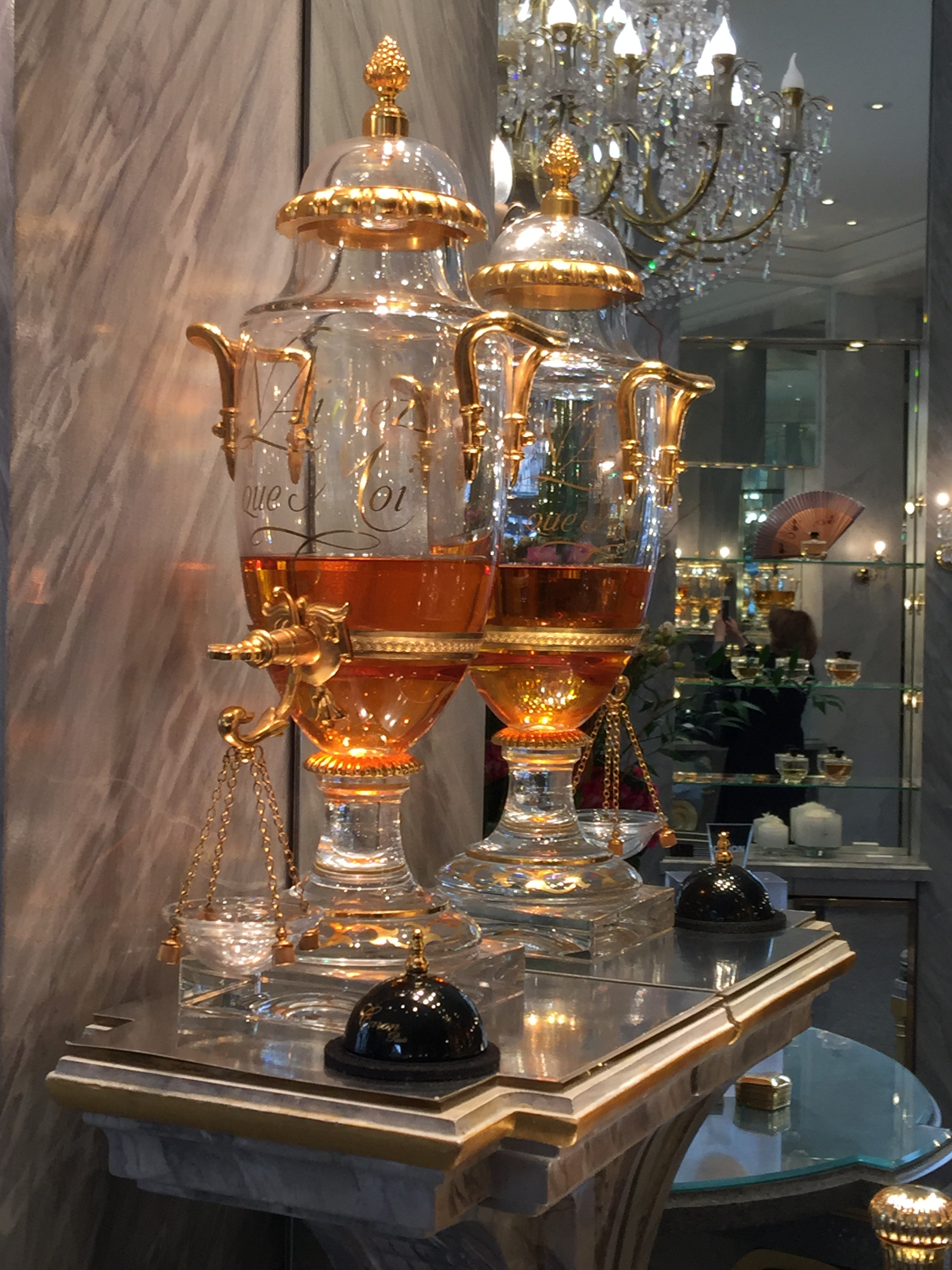
パリの店舗。
「フォンテーヌのパルファム」

キャロン（Caron）は、フランスの香水がメインの化粧品ブランド。
「キャロン」としてのブランドは、1903年にエルネスト・ダルトロフ（Ernest Daltroff）によりパリ、ラ・ペ通り10番にて創業された。エルネストはブランド名を自身の名前にせず、パリにあった「キャロン香水店」の名前を気に入って、オーナーのマダム・キャロンより買い取って冠した。
キャロンの代表的な香水は、フランスでは親から娘へと受け継がれるような正統派なものとされる。
特色として、パッケージングされた商品だけでなく、パリとニューヨークの店舗では「フォンテーヌのパルファム」といって、バカラ製の「フォンテーヌ」と呼ばれるガラスの甕からの香水の量り売りも行っており、香水の他、パウダーも発売している。
香水容器としてのボトルは、服飾デザイナーであり、キャロンの後継者となったフェリシエ・ヴァンピィール（Felicie Vanpouille）などもデザインを手がけ、バカラ製が使用されることが多い。
1982年にキャロンブティックはパリのモンテーニュ通りに移った。1998年には、美容用品のパトリック・アレス（Patrick Ales）社がオーナーとなって、その香水部門となった。
2018年よりロスチャイルドグループの銀行家アリアン・ド・ロスチャイルドがオーナーとなり、専任調香師にジャン・ジャックを迎え、2021年にはリニューアルが行われた

## 調香師
エルネスト・ダルトロフ（Ernest Daltroff）
創業者でもある調香師のエルネスト・ダルトロフはブルジョア出身で、両親に連れられて回ったエキゾチックな外国の印象や記憶を調香に反映させたと評されている。
また1906年にキャロンに加わったフェリシエ・ヴァンピールとは結婚こそしなかったものの、公私共に多大な影響を受けたとされる。
リチャード・フレイス（Richard Fraysse）
ランバンの名香「アルページュ」の調香師であるアンドレ・フレイス（Andre Fraysse）の息子にあたる。
ウイリアム・フレイス（William Fraysse）
リチャードの息子。

## 主なフレグランス（香水）
※アコード（調和・バランス）とノート（香調）は主に公式HPのものを採用。ノートはミドルノート。
ナルシスノワール（Narcisse Noir）
1911年、エルネスト・ダルトロフ調香。
アコードはオレンジ・ブロッサム。ノート(香調)はフローラルブーケ。
日本では「黒水仙」の名で知られるキャロン初のヒット作。キャロンを薬局から香水会社へ押し上げた名香。
2000年にリチャード・フレイスが再構成している。
黒いフタのインク瓶型のボトルはバカラ製。
ニュイ・ドゥ・ノエル（Nuit de Noel）
1922年、エルネスト・ダルトロフ調香。
アコードはジャスミン、ザクセンモス、アンバー。ノートはオリエンタル。
当時、調香がむずかしいとされていたアニマルノートのムス・ドゥ・サクス（Mousse de Saxe)をベースノートとして使いこなした。
ボトルデザインはヴァンピィール、黒いボトルはバカラ製、印籠のようなパッケージは当時は鮫皮で、今も鮫文様になっている。
日本語で「クリスマスの夜」
ロイヤルバン・ドゥ・キャロン（Royal Bain de Caron）
1923年、エルネスト・ダルトロフ調香。
アコードはライラック、ヒマラヤスギ、サンダル。
発売当初は「Bain de Champagne」であったものが、1941年に「ロワイヤルバン．ドゥ．シャンパーニュ」（Royal Bain de Champagne）に改名。
さらに名称で「シャンパーニュ」が問題となり、1993年に「ロワイヤルバン・ドゥ・キャロン」になった。
浴用香水として発売された世界初のユニセックスのオードトワレ。
フルール・ドゥ・ロカイユ（Fleurs de Roc aille）
1934年、エルネスト・ダルトロフ調香。
アコードはジャスミン、アルデハイド、サンダル。ノートはフローラルブーケ。
日本語で「岩の間に咲く花」または「石の花」。フェリシエ・ヴァンピィールからインスピレーションを得た香り。
1993年にアルデハイド香を除いた形でリニューアルされた新バージョンのアコードはヴァイオレット、スズラン、アンバー。
ミュゲ・ド・ボア（Muguet du Bonheur）
1952年。
アコードはスズラン。ノートはフローラル。
「幸福のスズラン」の名のとおりスズランの香りとして作られた。
プール．ユンヌ．ファム（Pour Une Femme）：1949年、Michel Morsetti調香。
廃版ののち2001年にリチャード・フレイス調香で復刻。
復刻版アコードはローズ、マンダリン、ベチパー。
アンフィニ（Infini）：1970年、Gerard Lefort再調香。
アコードはジャスミン、アルデハイド、アイリス。ノートはフローラル
日本語で「無限」。現行の左右非対称のボトルデザインはセルジュ・マンソー。
ノクチューン（Nocturnes）
アコードはローズ、アルデハイド、ジャスミン。
日本語で「夜想曲」